# Minona degadti
Minona degadti är en plattmaskart som beskrevs av Martens 1983. Minona degadti ingår i släktet Minona och familjen Monocelididae. Inga underarter finns listade i Catalogue of Life.